# Stadio della neve
Lo stadio della neve fu un impianto sportivo temporaneo di Cortina d'Ampezzo (Provincia di Belluno), realizzato per i VII Giochi olimpici invernali disputati nel 1956 nella località veneta. L'impianto ospitò gli eventi di sci di fondo e le prove della stessa disciplina valide per la combinata nordica.